# ChessV
ChessV (kurz für chess variants – deutsch: Schach-Varianten) ist ein freies universelles Schachprogramm zum Spielen von Schachvarianten. Es hat eine grafische Benutzeroberfläche und weist zahlreiche Merkmale klassischer Schachprogramme auf wie die Unterstützung für die Einbindung von Eröffnungsbibliotheken.

## Schachvarianten
Die Engine kann alles Mögliche spielen, was dem klassischen Schach im Grunde einigermaßen ähnlich ist. Sie ist vorkonfiguriert für das Spielen von über 50 Schachvarianten, wie Chess960 oder Großschach, oder über den recht unbekannten Umweg Capablanca Birds Chess auch Gothic Chess, kann aber auch angepasst werden.
Die Version 0.92 beherrscht 59 Schachvarianten:
- 2 Varianten auf 6×6 Feldern
- 20 Varianten auf 8×8 Feldern
- 17 Varianten auf 10×8 Feldern
- 16 Varianten auf 10×10 Feldern
- 4 Varianten auf 12×10 Feldern

Weitere Anpassungen sind möglich.

## Spielstärke
Bei der Computer-Gothic-Chess-Weltmeisterschaft 2004 belegte das Programm den dritten Platz.